# Université Sorbonne-Nouvelle
A Sorbonne-Nouvelle Egyetem franciául: Université Sorbonne-Nouvelle egy francia egyetem Párizsban.
Az egyetem főként bölcsészet-, nyelvtudományi, nyelv-, előadóművészeti, kommunikációs és Európa-tudományi (multidiszciplináris történelem, közgazdaságtan, jog- és politikatudomány) képzéseket nyújt. A nagy tekintélyű QS World University Rankings 2021-ben a világ legjobb nyelvi egyetemei között az első 50 közé került, és számos területen az ország egyik legjobb egyeteme is.

## Híres diplomások
- Cédric Klapisch, francia filmrendező
- Horvát Lili, magyar filmrendező, forgatókönyvíró
- Bónus Tibor, irodalomtörténész, egyetemi docens